# Echoes (композиція)
«Echoes» («Відлуння») — музична композиція британського рок-гурту Pink Floyd з альбому 1971 року Meddle. Займає повністю всю другу сторону вінілового диска (LP), є шостим, завершальним, треком альбому. Входить до числа трьох найтриваліших у Pink Floyd, трохи поступаючись за тривалістю тільки Atom Heart Mother і Shine On You Crazy Diamond.
Echoes записувалася з січня по серпень 1971 року в лондонських студіях Еббі-Роуд, AIR  і Морган . Запису композиції передувало створення музикантами Pink Floyd численних звукових фрагментів під назвами Nothing, parts 1-24 («Ніщо, або Небуття, частини 1–24»), Son of Nothing («Син небуття») і Return of the Son of Nothing («Повернення сина Небуття»); остання назва використовувалося під час перших концертних виконань композиції в 1971 році.
Музику Echoes, разом із іншими композиціями Pink Floyd, використано в балетних постановках французького хореографа Ролана Петі в 1972—1973 роках (Roland Petit Ballet), а також включено у фільм Crystal Voyager .
Вперше «Echoes» зіграно на сцені 22 квітня 1971 року в англійському місті Норідж. У 1971—1975 роках композиція була одним з основних концертних номерів Pink Floyd. Гурт виконував її на різних музичних фестивалях, в числі яких «Вересневий фестиваль класичної музики» в Монтре і Веве (Швейцарія). Через 12 років, у 1987 році, група зіграла «Echoes» на кількох концертах турне A Momentary Lapse of Reason. У 2006 році гітарист Pink Floyd Девід Гілмор включив цю композицію до свого сольного концертного туру On an Island. Концертне виконання «Echoes» представлено в музичному фільмі 1972 року Live at Pompeii, в якому композицію розділено на дві частини — одна з них відкриває, а інша — завершує концерт.
«Echoes» є однією з найважливіших віх у творчості Pink Floyd. Багато в чому завдяки цій композиції альбом Meddle досяг третього місця в хіт-параді Великої Британії і був проданий тільки в США тиражем понад 2 млн примірників.
Авторами композиції є всі члени групи. Крім композиції Echoes, колективному авторству групи на альбомі Meddle належать також композиції One of These Days і Seamus. Вірші написав Роджер Вотерс. Вокальні партії в Echoes виконують Девід Гілмор і Річард Райт.